# Bois d'Angre

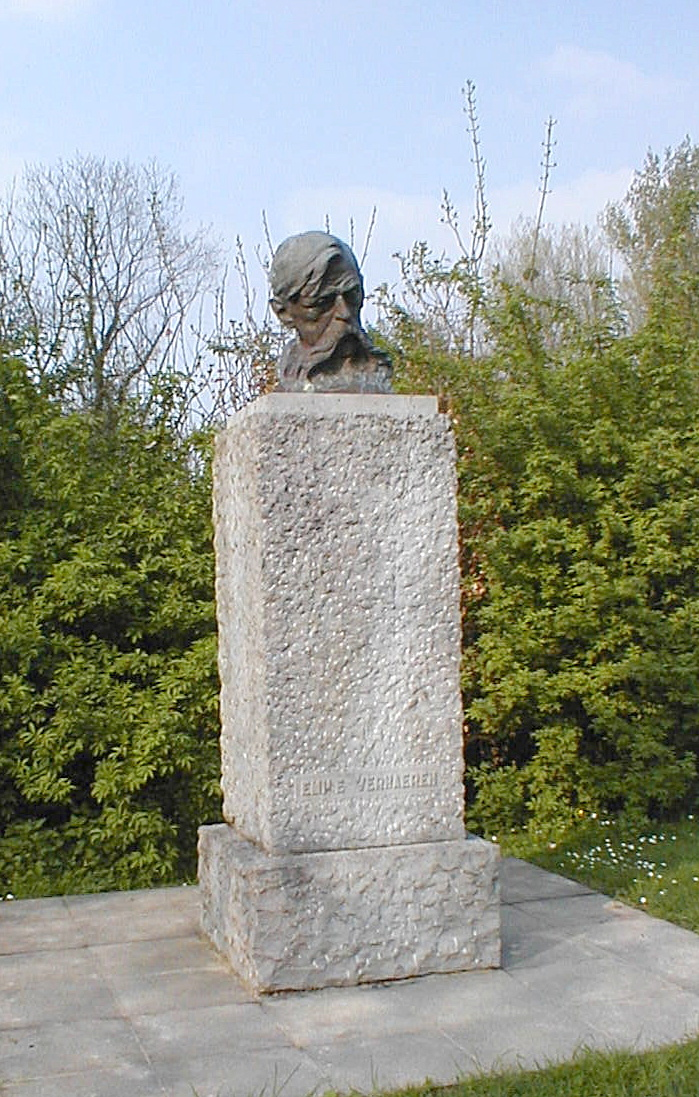
Tête d'Émile Verhaeren près du Caillou-qui-Bique.

Le bois d'Angre ou bois du Caillou-qui-bique est une forêt belge située à Angre dans la commune de Honnelles en région wallonne, sur une parcelle privée.

## Description
Cette forêt, gérée conjointement par Natagora, la province de Hainaut, la Région wallonne et la commune de Honnelles, offre de nombreux sentiers de randonnées qui permettent aux visiteurs de s'imprégner des richesses minérales.

## Géologie
Le lieu dit de la roche du Caillou-qui-Bique est notamment connu pour son poudingue (sédiment de roches dures), vieux de 370 millions d’années. Le rocher, haut de 25 mètres, a une forme qui rappelle un visage humain. Il aurait aussi inspiré le poète Émile Verhaeren,.